# Walter Maioli
Walter Maioli (Milão, 1950), é um pesquisador, paleorganólogo, poli-instrumentista e compositor italiano.

## Biografia
Desde sempre interessado pela cultura musical dos países mediterrânicos, tem conduzido desde o começo dos anos setenta viagens para descobrir as tradições populares italianas e mediterrâneas estudando a música árabe, africana, oriental e européia. Em 1972 funda o grupo musical Aktuala, que se dedica à música popular africana e asiática. Nos anos 80 as pesquisas de Walter Maioli convergem para o campo dos instrumentos pré-históricos, e o seu trabalho foi apresentado no Simpósio de Arqueologia em Amsterdã para a inauguração do Museu de Den Haag. Em 1987 por três anos prepara o Natural Art Laboratory em Morimondo no Parque do Ticino na Suíça, concentrando-se na Arte da Natureza e publicando sobre o assunto livros pela Jaca Book: “Le origini, il suono e la musica” e para Giorgio Mondadori: “L’Orchestra della Natura”. Em 1991 apresenta a coleção “L’origine degli strumenti musicali” no Museu de História Natural em Milão e apresenta “Arte nelle stelle, suoni per il planetario”, no Museu Cívico Planetário Ulrico Hoepli em Milão com a colaboração de Fiorella Terenzi. Em 1994 coordena por um ano e meio a parte musical (pré-história, Roma, Idade Média) do parque a tema arqueológico Archeon em Alphen a/d Rijn na Holanda, gravando o disco “200.000 anni in musica”. Em 1995 funda Synaulia, grupo de música e dança criado com o propósito de estudar e recriar a música da antiguidade itálica, em particular aquela da época de Roma Imperial, exercendo ao mesmo tempo uma intensa atividade de palestras, seminários e concertos na Europa, principalmente na Holanda e na Alemanha. Na Itália os espetáculos são apresentados nos sítios arqueológicos, entre os quais, o Mausoléu de Augusto, os Mercados de Trajano, as Termas de Diocleciano, Ostia Antica, Villa Adriana, Preneste, Pompeia e Estábia, com o objetivo de restaurar a atmosfera sonora e o contexto executivo da época romana. Quando em 1998 o grupo Synaulia foi escolhido pelo diretor americano Michael Hoffman para tomar parte na filmagem do filme: Sonho de uma noite de verão, Walter Maioli cuida da realização dos instrumentos musicais. Entre as colaborações de Maioli e dos integrantes de Synaulia pode-se citar espetáculos com o ator Giorgio Albertazzi: “Eros voglio cantare”, “Intorno a Dante”, e “Mammi, Pappi e Sirene in Magna Grecia” e a realização da música para os dois primeiros episódios do filme para a televisão italiana RAI, “Albertazzi e Fo raccontano la storia del teatro italiano”. Dois trechos de Synaulia são utilizadas na trilha sonora do filme de Ridley Scott, Gladiador. Walter Maioli e os Synaulia se ocupam do lado musical dos filmes para a televisão: Rome, da BBC-HBO, de Empire da ABC e do filme Nativity da New Line Cinema’s (2006), além de alguns documentários para BBC, CNN, TV Japonesa, Discovery Channel, Nathional Geographic, e vídeos de arqueologia experimental para a emitente italiana RAI, o CNR (Centro de Pesquisa Nacional da Itália), o Museo Nazionale Etrusco di Villa Giulia em Roma e outros museus na Alemanha. Desde novembro de 2007 em Castellammare di Stabia, junto com a Fondazione Ras, Walter Maioli tem presidido a oficina Synaulia em Estábia.

## Discografia
- Aktuala, “Aktuala” brani: Altamira e Mammuth R.C., LP - Bla Bla, 1973
- Aktuala, “La Terra”,LP - Bla bla, 1974 e CD Artis, 1992
- Walter Maioli “Anthology”, 1985, Sound Reporters, Amsterdam)
- Art of primitive sound, “Musical instruments from prehistory: the paleolithic, Archeosound XA1001, 1991
- Archeon, “200.000 Jarr Muziek”, 1995, Archeon, WTWCD 950301, 1995
- Synaulia, "La musica dell'antica Roma, Vol.1 Strumenti a fiato",Amiata Records- ARNR 1396, 1996
- Taraxacum – Esplorazione elettronica della NaturaWalter Maioli – Nirodh Fortini, CD – junto com a revista Anthropos & Iatria n. 4 – 2001
- Synaulia, CD "La musica dell'antica Roma, Vol.2 Strumenti a corde", Amiata Records, 2002
- Walter Maioli – “I Flauti Etruschi - Tra Mito, Immaginario e Archeologia”, Soundcenter - CDS01, 2003
- Walter Maioli – “Caverne Sonore – I suoni delle stalattiti e stalagmiti” - Toirano and Borgio Verezzi - Liguria, Italia, Soundcenter - CDS02, 2006
- Futuro Antico – “Intonazioni Archetipe” - Walter Maioli – Gabin Dabirè – Riccardo Sinigaglia, Soundcenter, CDS03, 2007

## Filmografia
- A Midsummer Night's Dream, de Michael Hoffman, 1999
- Gladiador, de Ridley Scott, 2000
- Carvilius - Um enigma de Roma Antiga, Discovery Channel, 2002
- The Village, de M. Night Shyamalan, 2004
- Lo sport tra Grecia ed Etruria, 2004
- Empire, série televisiva produzida pela ABC Studios, 2005
- Rome, série TV produzida pela BBC-HBO, 2005-2007
- Alexander the Great, Beyond the Movie, National Geographic, 2006
- Storia del teatro Italiano - curadoria de Giorgio Albertazzi e Dario Fo, Rai 2, Rai Trade, 2006
- La donna si fa bella, moda, costume e beleza na Itália antiga, 2006
- Nativity, New Line Cinema, 2006
- Demetra e il Mito, de Maurizio Pellegrini e Ebe Giovannini, 2007
- La Via Clodia, de Ebe Giovannini, 2007
- Storia del vino nell'età antica, Ministero per i beni e le attività culturali, Soprintendenza per i Beni Archeologici dell’Etruria Meridionale, 2008